# Revel (Alta Garona)
Revel é uma comuna francesa de 7 985 habitantes (1999), situada no departamento de Haute-Garonne.
Revel é uma cidade medieval fundada em 1342 por Philippe VI de Valois, aos pés da montagne Noire (montanha Negra). Possui uma forma octogonal, tendo no seu centro uma praça rodeada de belas habitações a arcadas, formando galerias.

Brasão de armas de Revel.

## Tour de France

### Chegadas
- 2010 :

## Medias

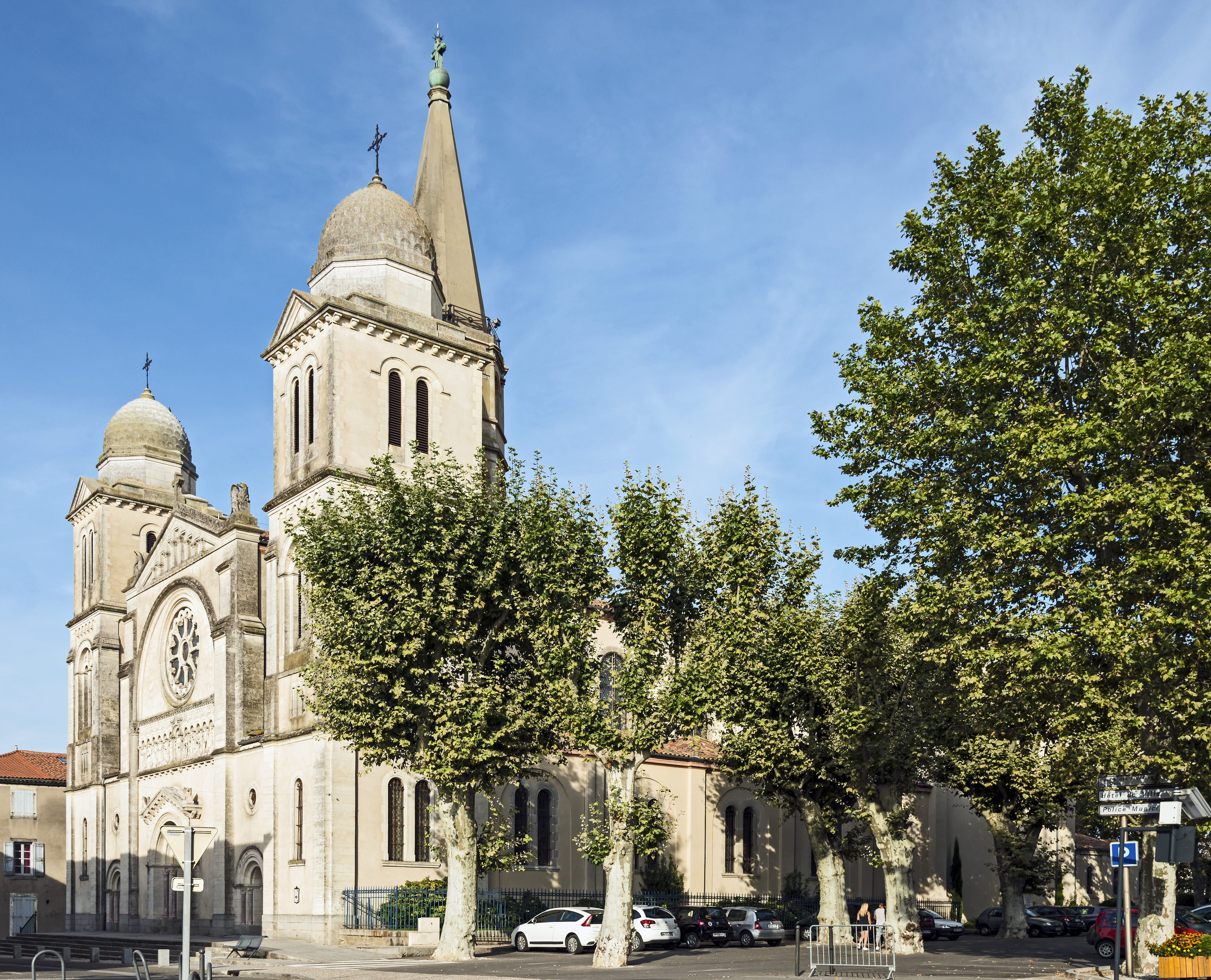
A igreja"Notre-Dame de Revel
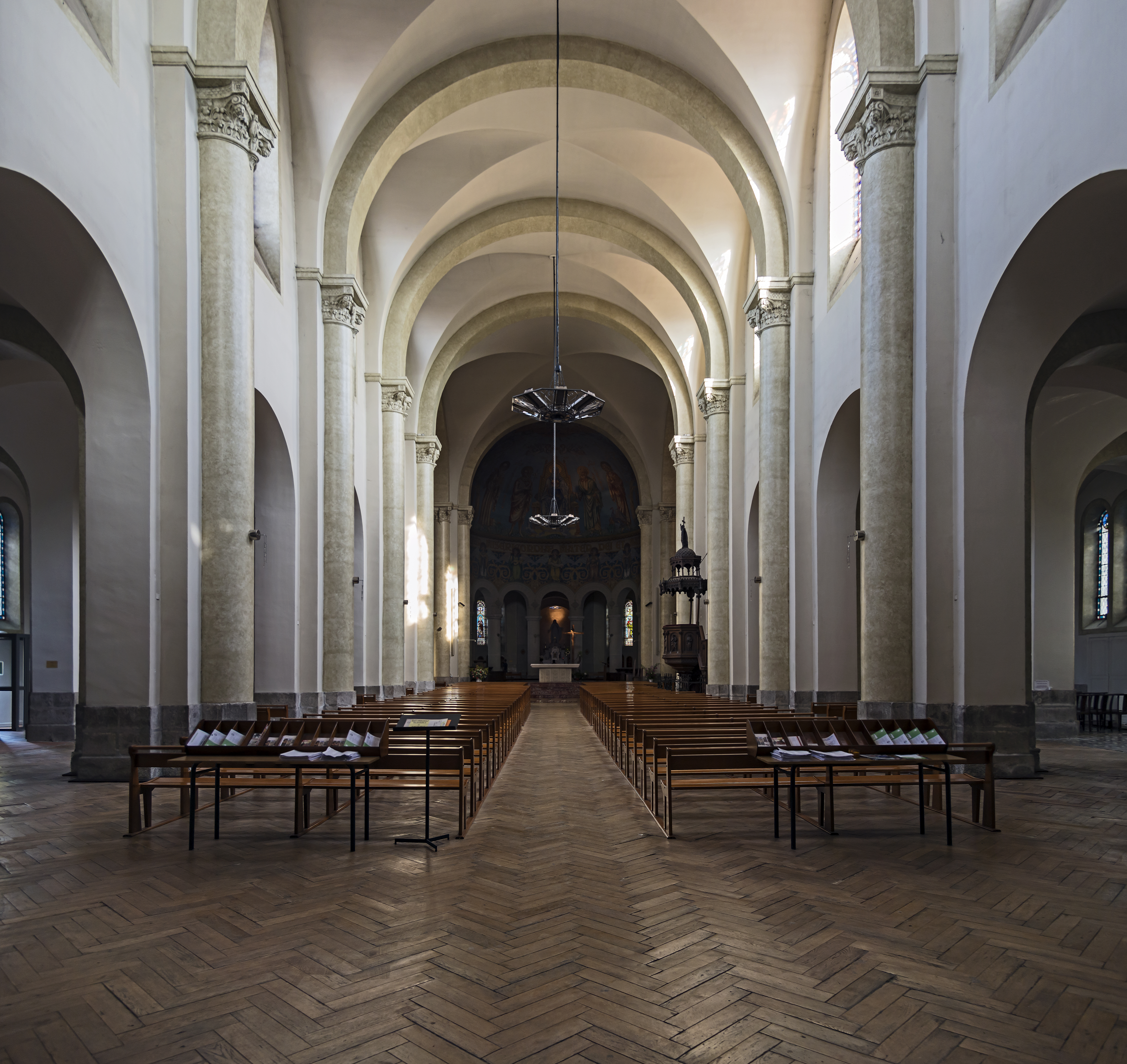
O interior
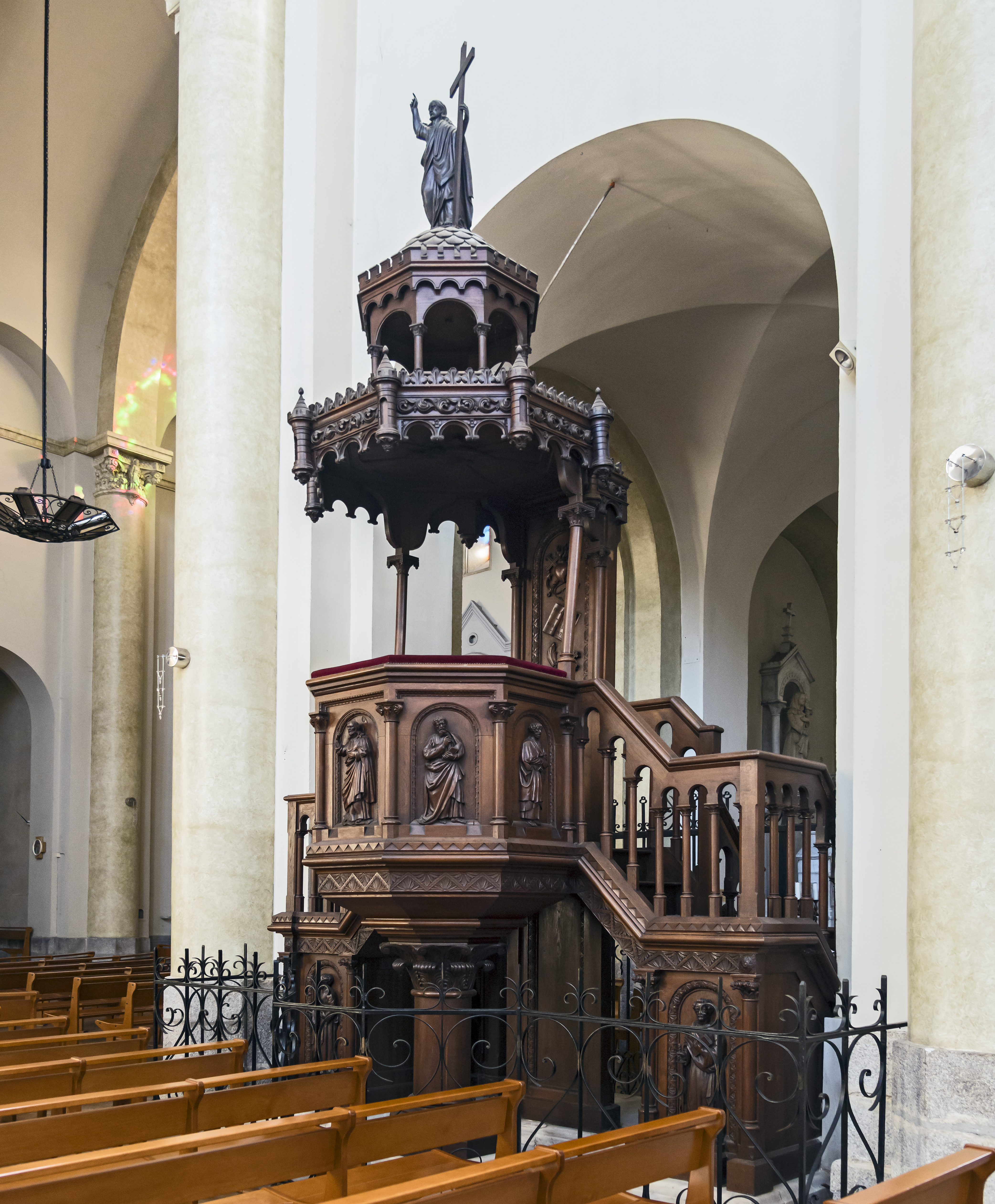
O púlpito
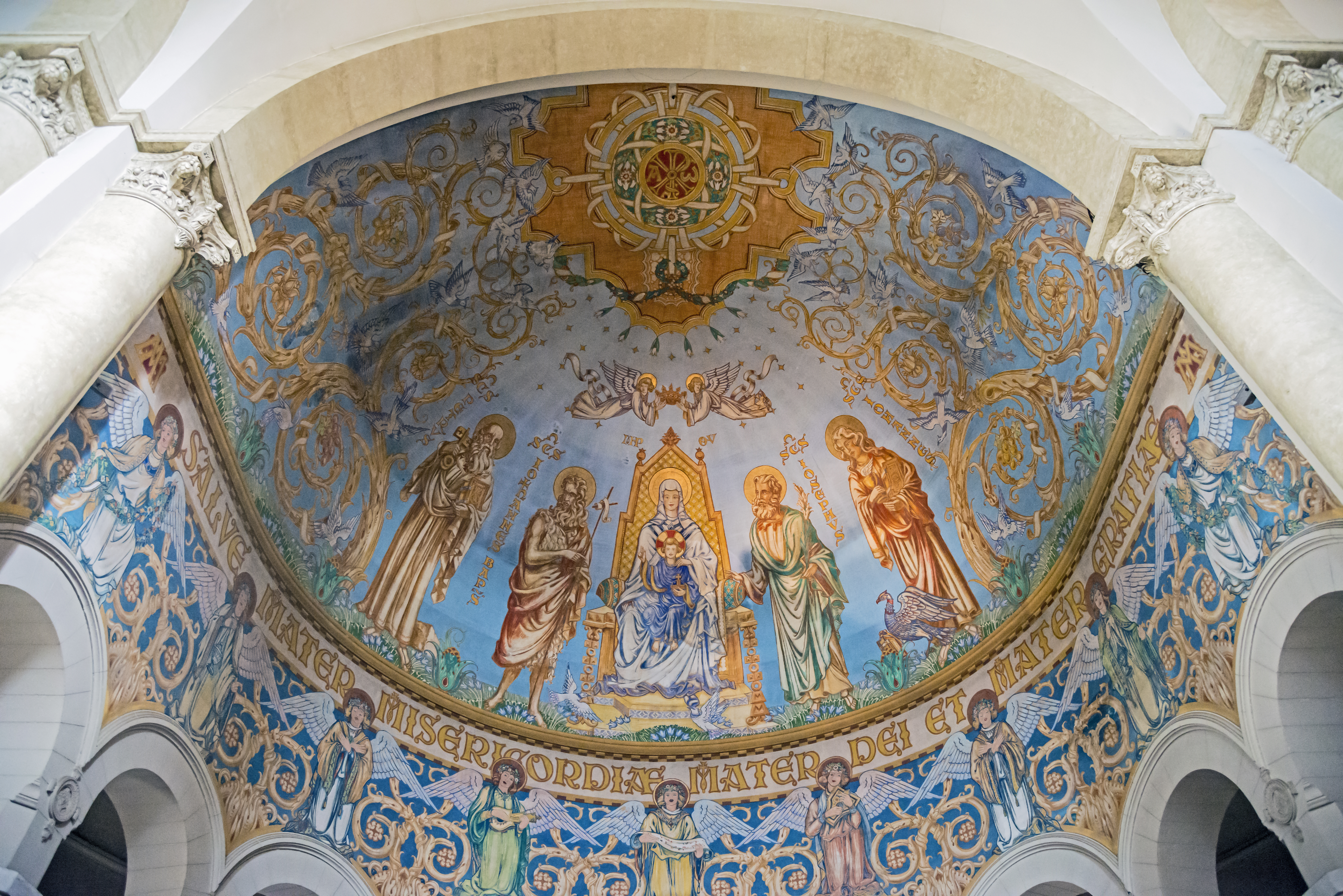
A abóbada do coro
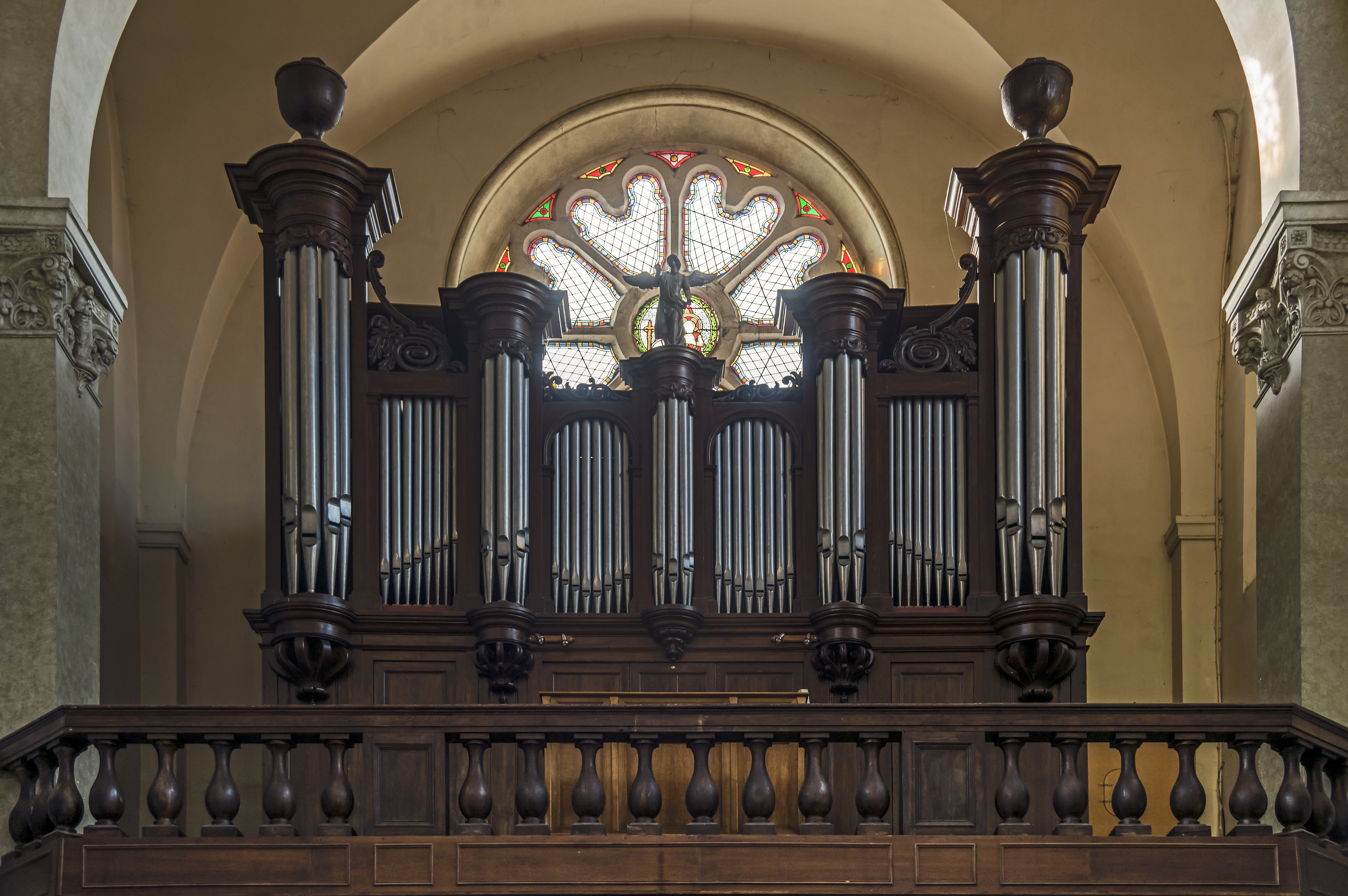
O órgão
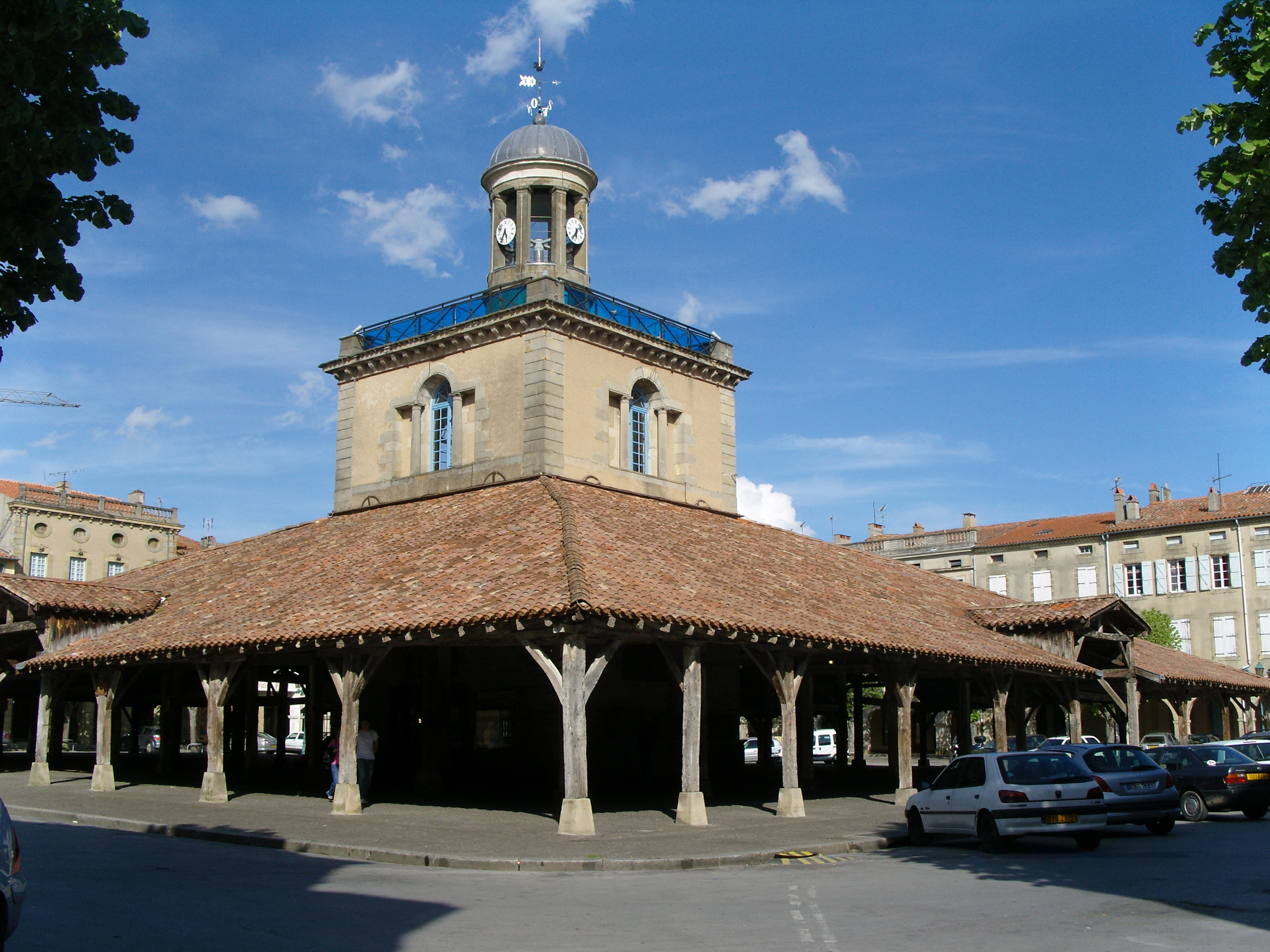
La Halle centrale (Beffroi)
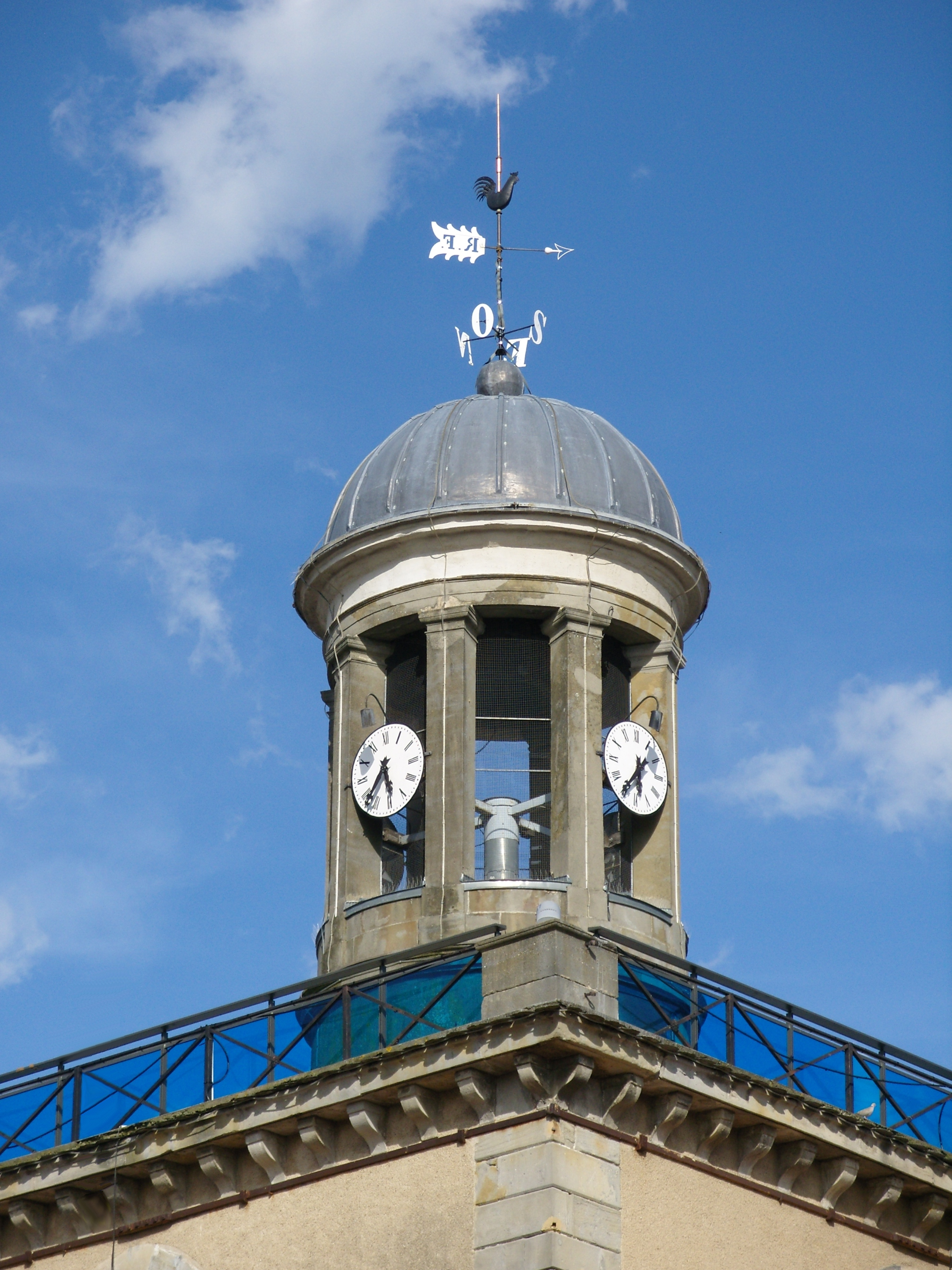
O mercado coberto (Campanário)